# Macropinna microstoma
Macropinna microstoma, conocido como pez cabeza transparente, a veces también llamado pez duende, es la única especie de pez del género Macropinna, perteneciente a la familia Opisthoproctidae. Es reconocible por su cabeza transparente en oposición a la opacidad del resto del cuerpo. Vive entre los 600 y 800 metros de profundidad.
M. microstoma es conocido por la ciencia desde 1939, al ser descubierto por Chapman, pero se desconoce si había sido fotografiado vivo antes de 2004. Los primeros dibujos no lo mostraban con su cabeza transparente, pues ésta se descomponía al ser sacada de las profundidades marinas.

## Visión tubular
Encima de su boca tiene dos orificios negros que, por su posición, pueden parecer los ojos; pero, en cambio, son sus órganos olfativos. El pez tiene una peculiar característica, ve a través de su cráneo transparente por medio de los órganos verdes que están dentro de dicho cráneo, con una visión periférica grandísima, pudiéndolos mover en todas las direcciones. Se trata de unos ojos tubulares, muy sensibles a la luz. En cambio, en otras especies los ojos tubulares son fijos y están anclados al cráneo. Este hecho le permite ampliar el limitado campo de visión propio de los ojos tubulares. Mide aproximadamente 4 centímetros y medio de longitud.

## Pescado Pokémon
En Brasil el pez fue conocido como "Pescado Pokemon" después de que un importante periódico en línea extrayese el nombre de un blog de humor por error. La noticia fue reproducida por otros medios en portugués.